# Rzeczne lodołamacze na Wiśle
Rzeczne lodołamacze na Wiśle – pod koniec XIX wieku, w zaawansowanym okresie rozwoju przemysłowego wzrosło zapotrzebowanie na przeciwdziałanie przeciwpowodziowe w zurbanizowanych obszarach nadmorskich. Pierwszą bazą wiślanych lodołamaczy stała się założona w 1889 roku baza remontowa w Górkach Zachodnich (dzisiejsza Stocznia Wisła).

## Od 1891 do 1945
Pierwszy rzeczny lodołamacz na obszarze ujściowym dolnej Wisły nosił nazwę „Weichsel” (czyli „Wisła”). Wybudowany został w 1880 roku w stoczni F. Devrient w Gdańsku, po czym wszedł do eksploatacji zimą 1881. Napędzany był maszyną parową o mocy 120 KM. Zanurzenie statku, z ładunkiem 9 ton węgla i wody w kotle parowym, wynosiło 1,7 m. Na Wiśle pływał on do roku 1930. Już w pierwszym roku eksploatacji wyłamał on na wysokości Piekła rynnę w pokrywie lodowej, przyczyniając się do swobodnego spłynięcia lodów. Zadecydowało to o zbudowaniu następnych 12 takich jednostek i ich bazy technicznej w Pleniewie nad Martwą Wisłą (dzisiejsza Stocznia Wisła w Gdańsku-Górkach Zachodnich) i portu zimowania w Świbnie nad Przekopem Wisły. Sam „Weichsel” stał się pierwowzorem podobnych statków eksploatowanych na innych rzekach północnoeuropejskich i to tak dalece, że początkowo lodołamacze w Prusach nazywano Eisbrechdampfer der Weichsel (czyli lodołamacz parowy na Wisłę), a potem Weichseleisbrecher (lodołamacz wiślany). Następne lodołamacze, które weszły do służby przed I wojną światową, powstały w gdańskich stoczniach (Schichaua, F. Devrienta i J. Klawittera). Na początku XX wieku w dyspozycji Zarządu Regulacji Wisły z siedzibą w Gdańsku było 13 lodołamaczy.
Wytyczenie nowego głównego koryta ujściowego Wisły (Przekopu Wisły) w latach 1890–1895, powstanie nowoczesnego systemu przeciwpowodziowego w ciągu Martwej Wisły i powstanie nowej Śluzy w Przegalinie doprowadziło do przebazowania flotylli lodołamaczy do portu w Przegalinie.
Do roku 1920 lodołamaczami wiślanymi i bazami w Pleniewie oraz Świbnie zarządzał Königlische Weichselstrombau – Verwaltung in Danzig (Królewski Wiślany Zarząd Budownictwa Wodnego w Gdańsku).
W okresie dwudziestolecia międzywojennego system dróg wodnych dolnej Wisły w granicach Polski podlegał administracji Państwowego Zarządu Dróg Wodnych w Tczewie, podlegającego Dyrekcji Dróg Wodnych w Toruniu, natomiast po stronie gdańskiej – Radzie Portu i Dróg Wodnych Gdańska. Obydwie instytucje dysponowały lodołamaczami z lat 1880-1933. W służbie tczewskiego zarządu wodnego znajdowały się kolejno (do wybuchu II wojny światowej) trzy lodołamacze: „Wrobna”, „Gabriel Narutowicz” (potem „Jaguar”), powstały w Stoczni Gdańskiej w 1930 z napędem o mocy 260 KM oraz zbudowany przez Lloyda Bydgoskiego w 1933 na zamówienie toruńskiej dyrekcji motorowy lodołamacz pomocniczy „Rekin” (później „Żbik”) z silnikiem o mocy 150 KM.
Ponadto, na zlecenie gdańskiej Rady Portu i Dróg Wodnych, w 1930 roku w Stoczni Gdańskiej zbudowano dla strony niemieckiej parowy lodołamacz Bug (później Tygrys) z napędem o mocy 440 KM.
Na terenie Wolnego Miasta w grudniu 1927 pracowały lodołamacze „Drwęca”, „Schwarzwasser”, „Nogat”, „Brahe” i „Ferse” (pływający do dzisiaj w Gorzowie Wlkp. - lodołamacz KUNA), w których po dopłynięciu do Tczewa, w związku ze zmianą terytorium państwowego, gdańskie załogi wymieniano na polskie. Pracę tych jednostek utrudniały północne wiatry, powstrzymujące odpływ kry. Tworzące się w ujściu rzeki zatory uniemożliwiały realizację przepraw promowych w Świbnie i Kiezmarku, dlatego praca lodołamaczy na tym odcinku uzyskiwała priorytet.
W okresie II wojny światowej intensywne prace regulacyjne i utrzymaniowe na odcinku ujściowym Wisły w dalszym ciągu prowadził zarząd w Tczewie, działający pod nazwą Reichwasserstrassembauamt Dirschau.

## Od 1945 roku
Po wojnie nazwa zarządu wodnego uległa zmianie na Rejon Dróg Wodnych w Tczewie. Nowy rejon dróg wodnych dysponował 11 lodołamaczami (wszystkie zbudowane przed 1939 rokiem, z tego 5 jeszcze w XIX wieku). Były to jednostki pogdańskie jak i zdobyczne niemieckie – przydzielone w ramach reparacji wojennych bądź wydobyte i odbudowane.
Różnorodność jednostek i ich zaawansowany wiek techniczny doprowadziły do powstania nowych polskich konstrukcji lodołamaczy rzecznych opracowanych przez biura konstrukcyjne z Gdańska i z Wrocławia:
- Projekt L-500 – konstrukcja została opracowana przez Gdańskie Biuro Konstrukcyjne Morskiego Taboru Pływającego przy współudziale Politechniki Gdańskiej. Wybudowano dwie jednostki przez Stocznię Remontową w Gdyni (prototyp o nazwie „Rosomak”).
- Projekt L-250 – został opracowany samodzielnie przez Biuro Projektów i Studiów Taboru Rzecznego we Wrocławiu. Budowę czterech jednostek projektu L-250 zlecono Stoczni Remontowej w Gdyni. W styczniu 1960 roku pierwszy prototypowy lodołamacz projektu L-250 pod nazwą „Lampart” podjął służbę w dzisiejszym Przedsiębiorstwo Budownictwa Wodnego z Tczewa. Oprócz swego priorytetowego przeznaczenia spełniał również funkcje holownicze. Po 44 latach służby lodołamacz został wycofany ze służby w roku 2004.

Rozważa się projekt przekształcenia „Lamparta” w pomnik materialnej historii polskiego budownictwa okrętowego i walki z żywiołem powodziowym w Tczewie.
Tczewskie lodołamacze przeprowadzały doroczną żmudną pracę kruszenia lodu na ujściowym obszarze dolnej Wisły, przyczyniając się znacząco do ochrony przeciwpowodziowej Żuław Wiślanych i odciążenia istniejących ziemnych umocnień przeciwpowodziowych.

## Współcześnie
W 2016 kruszenie lodu na Wiśle realizowały następujące lodołamacze Regionalnego Zarządu Dróg Wodnych w Gdańsku: z Sobieszewa – "Tygrys" (czołowy; tj. wyrąbujący pierwszą rynnę; rok budowy 1984) oraz Rekin i Orka (liniowe – poszerzające tor wodny, oba z 1991), które pracowały w ujściach Wisły; oraz stacjonujące w Przegalinie Wilk, Foka (jednostka liniowa; 1988) i Żbik (jednostka pomocnicza; 1989), których zadaniem jest kruszenie lodu na Dolnej Wiśle aż po Włocławek.

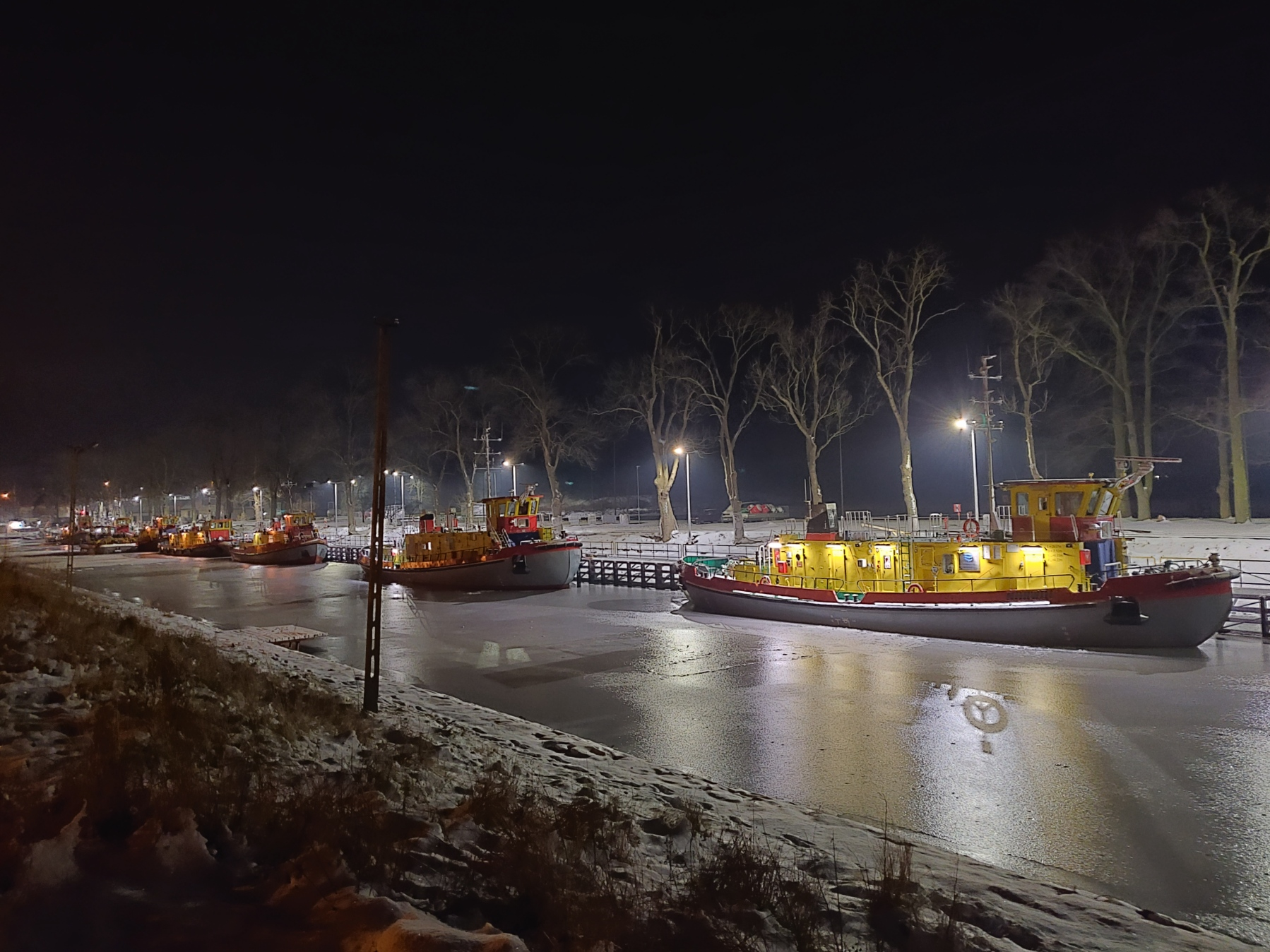
Lodołamacze rzeczne przy Śluzie w Przegalinie

Dwa używane lodołamacze Foka i Żbik do października 2015 stanowiły własność Przedsiębiorstwa Budownictwa Wodnego w Warszawie i dopiero wówczas wzbogaciły flotę Regionalnego Zarządu Gospodarki Wodnej w Gdańsku. Obecnie RZGW jako właściciel jednostek zleca wynajem załóg, bieżące utrzymanie sprzętu oraz okresowe remonty, co umownie zostało nazwane systemem operatorskim.
W l. 2017-2021 kosztem blisko 79 mln zł zrealizowano projekt „Budowa lodołamaczy dla RZGW Gdańsk”, w ramach którego zaprojektowano i wybudowano cztery lodołamacze (jeden czołowy oraz trzy liniowe). Projekt w 85% dofinansowała Unia Europejska. Planowane jest również wyremontowanie portu macierzystego lodołamaczy w Przegalinie.
Przetarg na dostawę 4 lodołamaczy wygrała Morska Stocznia Remontowa Gryfia SA w Szczecinie, która zaoferowała budowę jednostek za kwotę 70 mln zł z terminem ukończenia zadania w listopadzie 2021. Zbudowane jednostki otrzymały nazwy "Puma", "Narwal" (obie ukończone w 2020 i oddane do użytku 18 czerwca 2021), "Manat" (oddany do użytku jako ostatni 1 października 2021) i "Nerpa". Nowe jednostki mogą pełnić funkcje holowników, jak również prowadzić czynności ratownicze, ponadto zostały przygotowane do zainstalowania urządzeń do sondowania dna koryta rzecznego stosowanych podczas kontrolowania szlaku żeglownego i prac badawczych. Będą one mogły także zwalczać rozlewy ropopochodne poprzez możliwość zainstalowania na pokładzie bębna z zaporą.